# CAd3-ZEBOV
Le cAd3-ZEBOV, parfois écrit ChAd3-ZEBOV, est un vaccin expérimental développé la firme pharmaceutique GlaxoSmithKline et testé par le NIAID, l'organisme américain chargé de la lutte contre les allergies et les maladies infectieuses, comme traitement potentiel contre la maladie à virus Ebola ; il est plus précisément dirigé contre deux virus du genre Ebolavirus : le virus Ebola et le virus Ebola souche Soudan (en).
Il est dérivé d'un adénovirus de chimpanzé appelé Chimp Adenovirus type 3 (ChAd3) modifié génétiquement pour exprimer le gène de la glycoprotéine des virus Ebola et Soudan afin de susciter une réponse immunitaire dirigée contre cette glycoprotéine. Les essais cliniques de ce vaccin ont commencé en septembre 2014 à Oxford et à Bethesda dans le Maryland, puis se sont poursuivis en octobre au Mali. Il est actuellement évalué par GSK en vue de la phase III d'essai clinique pour tenter de contenir l'épidémie sévissant toujours en Afrique de l'Ouest début 2015.